# كلوستريديوم راغسدالي
كلوستريديوم راغسدالي هي بكتيريا موجبة غرام لاهوائية، متحركة.